# قلعه‌نو (حاجی‌آباد)
قلعه‌نو روستایی در دهستان احمدی بخش احمدی شهرستان حاجی‌آباد استان هرمزگان ایران است.

## جمعیت
بر پایه سرشماری عمومی نفوس و مسکن در سال ۱۳۹۵ جمعیت این روستا ۲۶ نفر (۸خانوار) بوده‌است.